# Comesperma calcicola
Comesperma calcicola är en jungfrulinsväxtart som beskrevs av Gregory John Keighery. Comesperma calcicola ingår i släktet Comesperma och familjen jungfrulinsväxter. Inga underarter finns listade i Catalogue of Life.